# Chalepoxenus brunneus
Chalepoxenus brunneus là một loài kiến thuộc họ Formicidae. Loài này có ở Algeria và Maroc.